# Phaner electromontis
Phaner electromontis  (лат.) — вид лемуров рода вильчатополосых лемуров из семейства карликовых лемуров.

## Классификация
Ранее классифицировался в качестве подвида Phaner furcifer, в 2001 году был поднят до ранга вида. Возможно, популяция из Дараина является отдельным видом.

## Распространение
Ареал вида заключён в регионе Montagne d’Ambre в северном Мадагаскаре, а также в регионе Дараина. Представители вида населяют влажные и сухие тропические леса на высоте от 50 до 1500 метров над уровнем моря.

## Статус популяции
Международный союз охраны природы присвоил виду охранный статус «Вымирающий», поскольку, хотя площадь ареала составляет около 20 тыс. км², ареал сильно фрагментирован, и численность популяции продолжает сокращаться. Главная угроза популяции — разрушение среды обитания из-за разработки сапфировых рудников и расширения сельскохозяйственных угодий.